# Marvin Austin

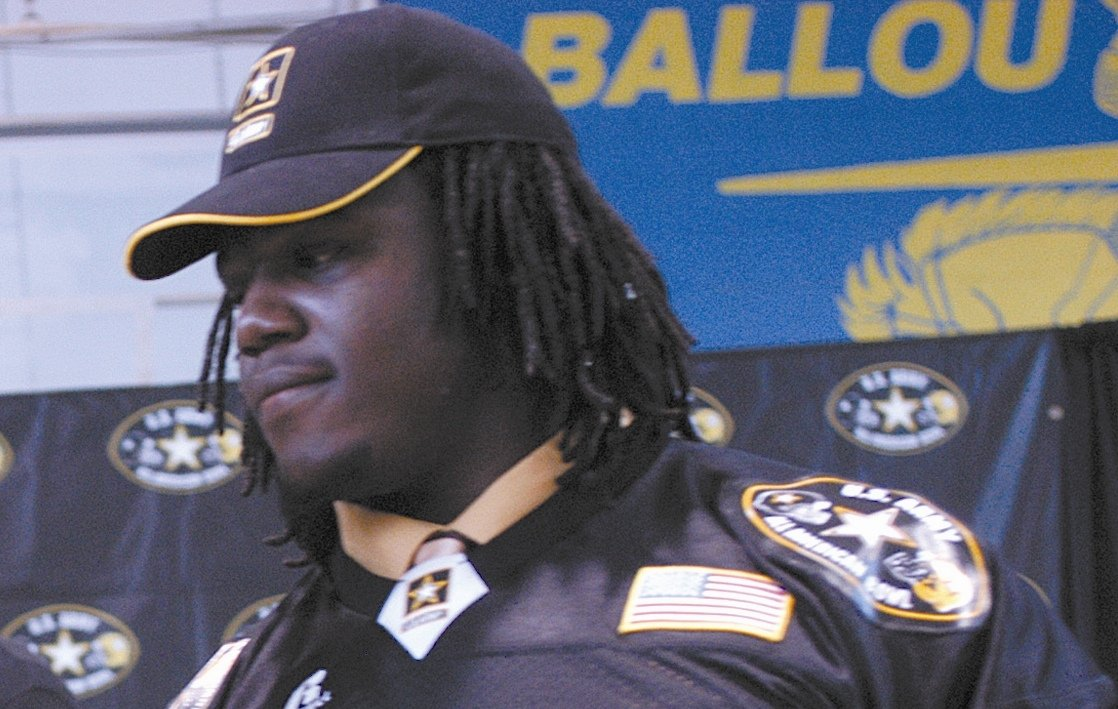
Marvin Austin

Marvin Austin (Washington, D.C., 1 de janeiro de 1989) é um jogador de futebol americano estadunidense que atua pelo New York Giants da National Football League.